# Przedsiębiorstwo Komunikacji Samochodowej w Mińsku Mazowieckim
Przedsiębiorstwo Komunikacji Samochodowej w Mińsku Mazowieckim Spółka Akcyjna – przedsiębiorstwo w Mińsku Mazowieckim, świadczące usługi transportowe w zakresie autobusowej komunikacji podmiejskiej i międzynarodowej.
Większościowym udziałowcem jest Mobilis.
Należy do niego stacja PKS na ulicy Kazikowskiego/Kościuszki.
Siedzibą PKS-u jest budynek na ulicy Warszawskiej 222. Kursy PKS-u odbywają się w obszarach powiatu mińskiego i innych np. wołomińskiego, warszawskiego, otwockiego, siedleckiego i garwolińskiego.

## Historia
W 1957 PKS w Siedlcach utworzyło oddział w Mińsku Mazowieckim. Przedsiębiorstwo zajmowało się głównie transportem towarów. Od 1961 był to XV oddział Wojewódzkiego Przedsiębiorstwa PKS w Warszawie.
W 1990 r. przedsiębiorstwo usamodzielniło się. W 1994 zakończono przewozy towarowe.
1 sierpnia 1998 powstało Przedsiębiorstwo Komunikacji Samochodowej w Mińsku Mazowieckim Spółka Akcyjna.
8 marca 2018 roku przedsiębiorstwo Mobilis Polska podjęło decyzję o likwidacji oddziału w Mińsku Mazowieckim z dniem 30 czerwca 2018 roku

## O firmie
- autobusy: 109 (podmiejskie i turystyczne)
- kierowcy: 166
- pasażerowie: 550 tysięcy miesięcznie

Siedziba spółki oraz baza techniczno-postojowa mieszczą się przy ul. Warszawskiej 222 w Mińsku Mazowieckim. Spółka posiada też dworzec autobusowy na pl. Dworcowym (kompleks dworca kolejowego).

## Połączenia
- Mińsk Mazowiecki:
  - Warszawa (Wesoła – Wiatraczna – Aleje Jerozolimskie – plac Zawiszy)
  - Wołomin
  - Kałusz (Ukraina)
  - Celestynów
  - różne połączenia na terenie powiatu mińskiego (obowiązkowa siatka połączeń dla PKS)
- Warszawa – Stanisławów – Węgrów

Wiele kursów po powiecie jest połączonych z kursami Mińsk – Warszawa.